# Valy (Krompach)
Valy (německy Schanzendorf) je vesnice, část obce Krompach v okrese Česká Lípa. Nachází se asi 1 km na severovýchod od Krompachu. Je zde evidováno 107 adres. Trvale zde žije 39 obyvatel.

## Další údaje
Valy leží v katastrálním území Krompach o výměře 7,77 km². Německý název obce byl Schanzendorf a vznikl zřejmě podle valů vybudovaných během války o bavorské dědictví v roce 1778.

## Hraniční přechod

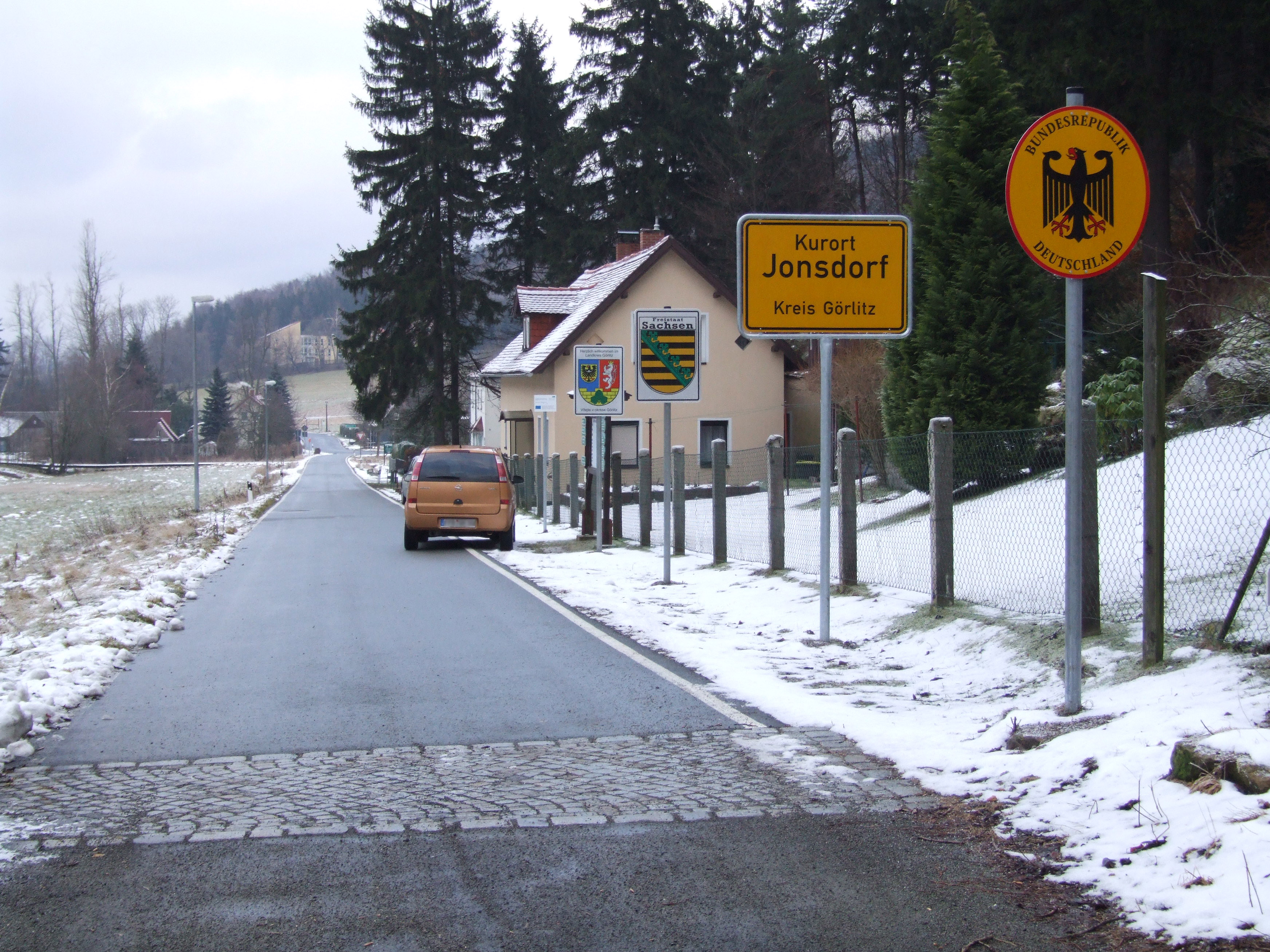
Hraniční přechod Jonsdorf/Krompach-Valy

21. prosince 2011 byla po dlouhých jednáních ve Valech slavnostně otevřena silnice pro osobní automobily s hraničním přechodem mezi Krompachem na české a Jonsdorfem na německé straně. Důvodem odkladů otevření přechodu byl havarijní stav komunikace na české straně. Na vozovce dokonce ležely balvany bránící provozu. Poté se vyskytly problémy s dopravním značením na německé straně. Problémy se však podařilo vyřešit a silnici zprovoznit.